# 豊岡市立但東中学校
豊岡市立但東中学校（とよおかしりつ たんとうちゅうがっこう）は、兵庫県豊岡市但東町にある公立中学校。

## 沿革
戦後の学制改革において、合橋村・資母村・高橋村の3村は県内他町村のような組合設立には動かず、それぞれ村立小学校に併設する形で新制中学校を設立する。のち3校とも独立校舎を構え1956年（昭和31年）に3村が合併し但東町となった際にこれらの中学校は存置された。人口減による生徒数の減少で3校を1校に統合する構想が1965年（昭和40年）に計画されたが、この統合には3村合併時の経緯（但東町#歴史を参照）から資母地区の反発が強く、結局合橋・高橋の両中学校を先行して統合させ（旧）但東中学校が成立する。町当局は予算の問題等から資母中学校の統合をその後も模索し続けるが、資母中学校は昭和50年代には1学年1クラスの小規模校となりながらも統合を拒み続け、1町2中学校制が長く続いた。
1995年（平成7年）の阪神・淡路大震災が契機となり校舎の耐震性が問題となり、但東北中学校（資母中学校から改称）、（旧）但東中学校とも危険な建物と判定されたため再び統合問題が持ち上がる。過去の経緯から資母地区の反発を招かないよう、専門家の意見を聴取する等手続きには慎重を極め、2000年（平成12年）11月に町教育委員会は町長に対し、統合と新校舎建設を速やかに進めるよう答申、ようやく統合がなり（新）但東中学校が開校したのは但東町と豊岡市の合併を目前に控えた2004年（平成16年）のことである。なお、（新）但東中学校開校時に同一敷地内に豊岡市役所但東学校給食センターを併設したが、給食センターは2013年（平成25年）に出石給食センターに統合された。以下、公式HP「但東中学校沿革史」及び『但東町史』の記述等による。
- 1947年（昭和22年） - 合橋村立合橋中学校（合橋小学校の北校舎を使用、相田小学校に分校を設置）、資母村立資母中学校（資母小学校の一部の教室を使用）、高橋村立高橋中学校（久畑小学校校舎の一部を使用、平田小学校に分校を設置）。
- 1948年（昭和23年） - 資母小・中学校内に兵庫県立豊岡高等学校資母分校（定時制）を設置、資母中学校長の管理となる。
- 1953年（昭和28年） - 高橋中学校平田分校を本校に統合、平田には兵庫県立出石高等学校高橋分校（定時制）を設置。合橋中学校が独立校舎を構え相田分校を廃止。
- 1956年（昭和31年） - 3村が合併し但東町となり、3校とも但東町立校となる。定時制資母分校の所属が豊岡高校から出石高校に変更となる。
- 1966年（昭和41年） - 定時制資母・高橋分校を統合、但東分校を開設（校舎平田）。
- 1968年（昭和43年） - 合橋中学校と高橋中学校が統合、（旧）但東町立但東中学校が開校。定時制但東分校が閉校となり但東町から高等学校がなくなる。
- 1981年（昭和56年） - 資母中学校が但東町立但東北中学校と改称。
- 2004年（平成16年） - 但東北中学校、（旧）但東中学校の両校を統合し、（新）但東町立但東中学校として移転開校する。統合の経緯から、同名の学校でありながら旧校の歴史は新校には引き継がれないこととなった。
- 2005年（平成17年） - 北但地域1市5町の合併により（新）豊岡市が発足したことにより豊岡市立但東中学校と改称。校旗・校歌制定。
- 2007年（平成19年） - 文部科学省人権教育地域指定の研究委託。

但東北中学校と（旧）但東中学校の統合後、但東北中学校は体育館のみ豊岡市の施設として現存し、（旧）但東中学校の敷地には2008年よりシイタケの生産工場が進出している。
但東地域は少子化による学校小規模化が進行していることから、但東地域の全小中学校を統合した施設一体型義務教育学校を但東中の敷地一帯に新設することを決め、2027年度の開校を目指して準備を進めている。

## 部活動
- 野球部
- 女子バレーボール部
- 剣道部
- 卓球部
- 音楽部

## 通学区域
豊岡市のうち、旧但東町区域。以下の小学校区が該当する。
- 豊岡市立合橋小学校 - 2023年に豊岡市立高橋小学校を統合
- 豊岡市立資母小学校

## 交通アクセス
- JR山陰本線「豊岡駅」もしくは「八鹿駅」から出石方面のバスに乗車、出石で奥藤方面のバスに乗り換え、「但東中学校」バス停下車。
- 豊岡市街地から国道426号出石経由で出合地区へ。和田山方面からは県道但東夜久野線夜久野経由で天谷峠を越える。

## 通学区域が隣接している学校
- 豊岡市立出石中学校
- 朝来市立和田山中学校

以下は京都府。
- 福知山市立夜久野中学校
- 福知山市立川口中学校
- 与謝野町立加悦中学校
- 与謝野町立江陽中学校
- 京丹後市立大宮中学校
- 京丹後市立峰山中学校
- 京丹後市立久美浜中学校